# Dryocopus schulzii
Dryocopus schulzii es un ave no Passeriforme carpintero sudamericano. Se trata de un ave piciforme de la familia Picidae. 
El nombre común en Argentina es carpintero negro. Internacionalmente se lo conoce como picamaderos chaqueño.

## Características
Es un carpintero grande, de aproximadamente 12-18 cm. de largo. Se diferencia de Dryocopus lineatus por su región ventral completamente negra y sus auriculares pálidas y de Campephilus leucopogon por su pico más oscuro, espalda negra y tamborileo más largo. 
Su llamado es un nasal y ascendente "¿cuí?" o "uit", emitido en una larga serie repetitiva. Su tamborileo en troncos es largo, rápido y acelerado, sin embargo, suele ser más corto que aquel de Dryocopus lineatus.

## Distribución y hábitat
Es endémico de la región chaqueña, donde habita en los bosques al oeste de Paraguay, sureste de Bolivia y norte de Argentina. Como la mayoría de las especies endémicas de esta región, se encuentra amenazada por la pérdida de hábitat.
Sus hábitats naturales son las selvas secas tropicales y subtropicales, las sabanas húmedas, además puede vivir en las plantaciones. 